# Гомбик

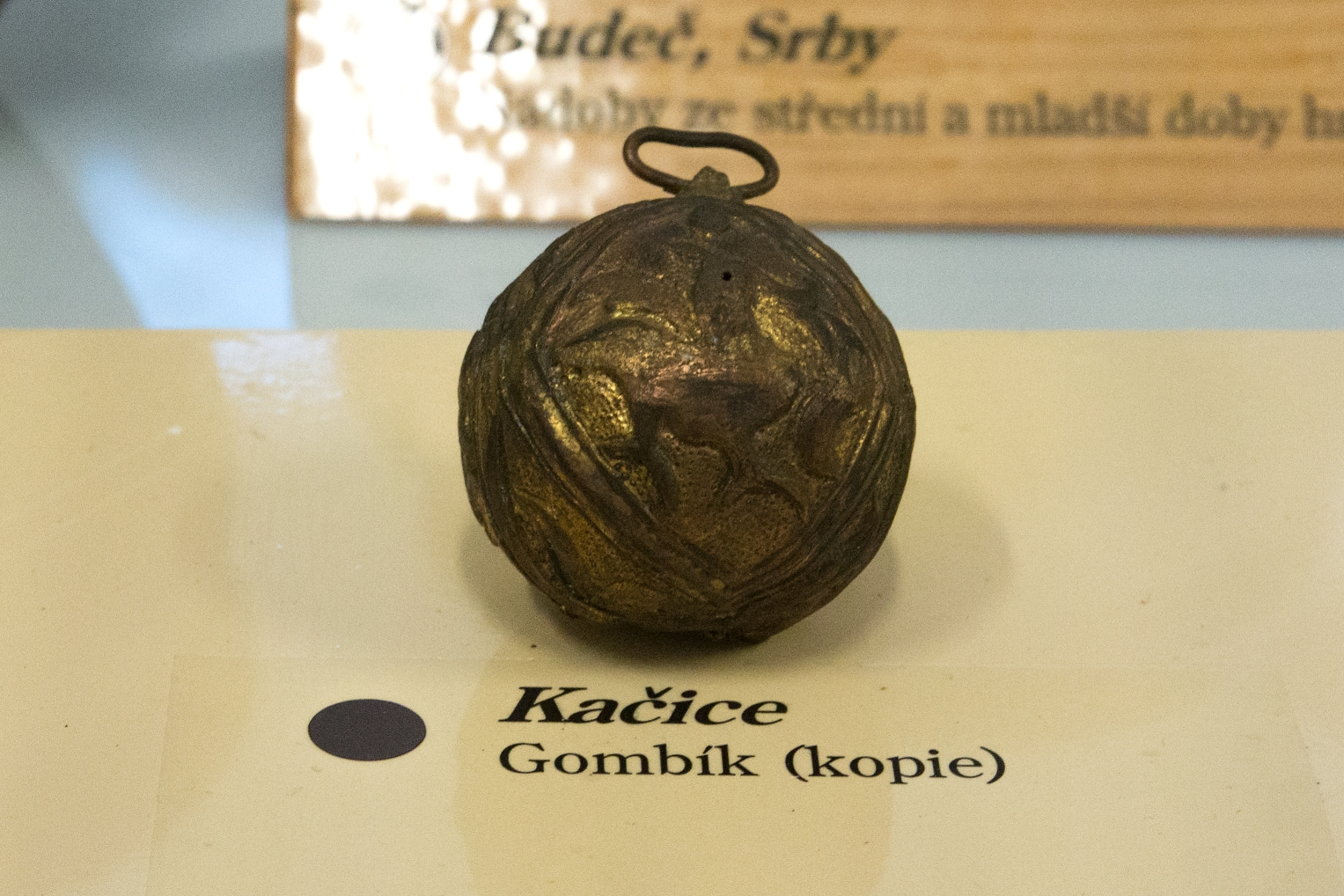
Современная копия гомбика

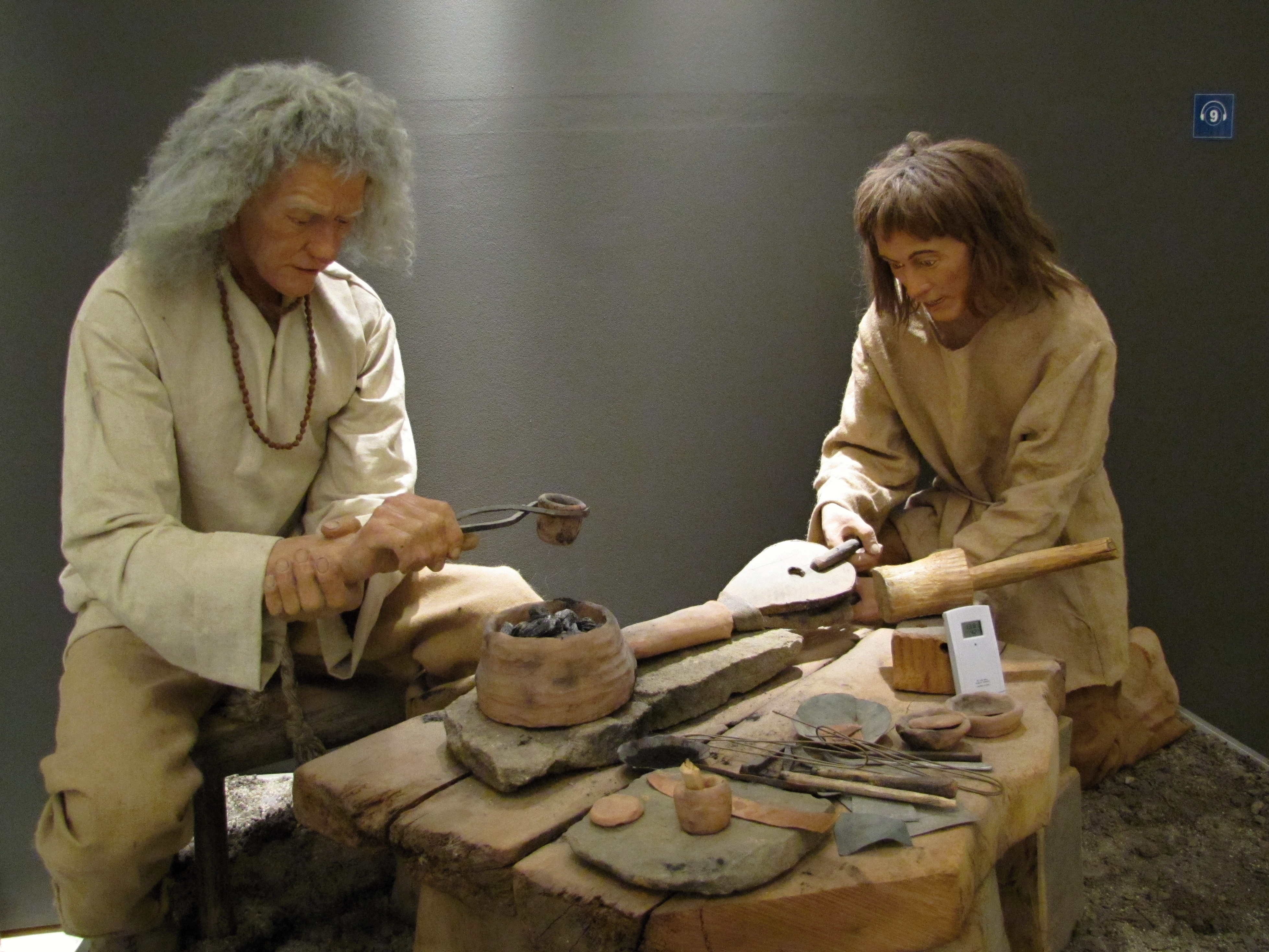
Реконструкция производства гомбиков на выставке «Великоморавский Поганьско» в городском музее в Замок в Поганьско Бржецлава

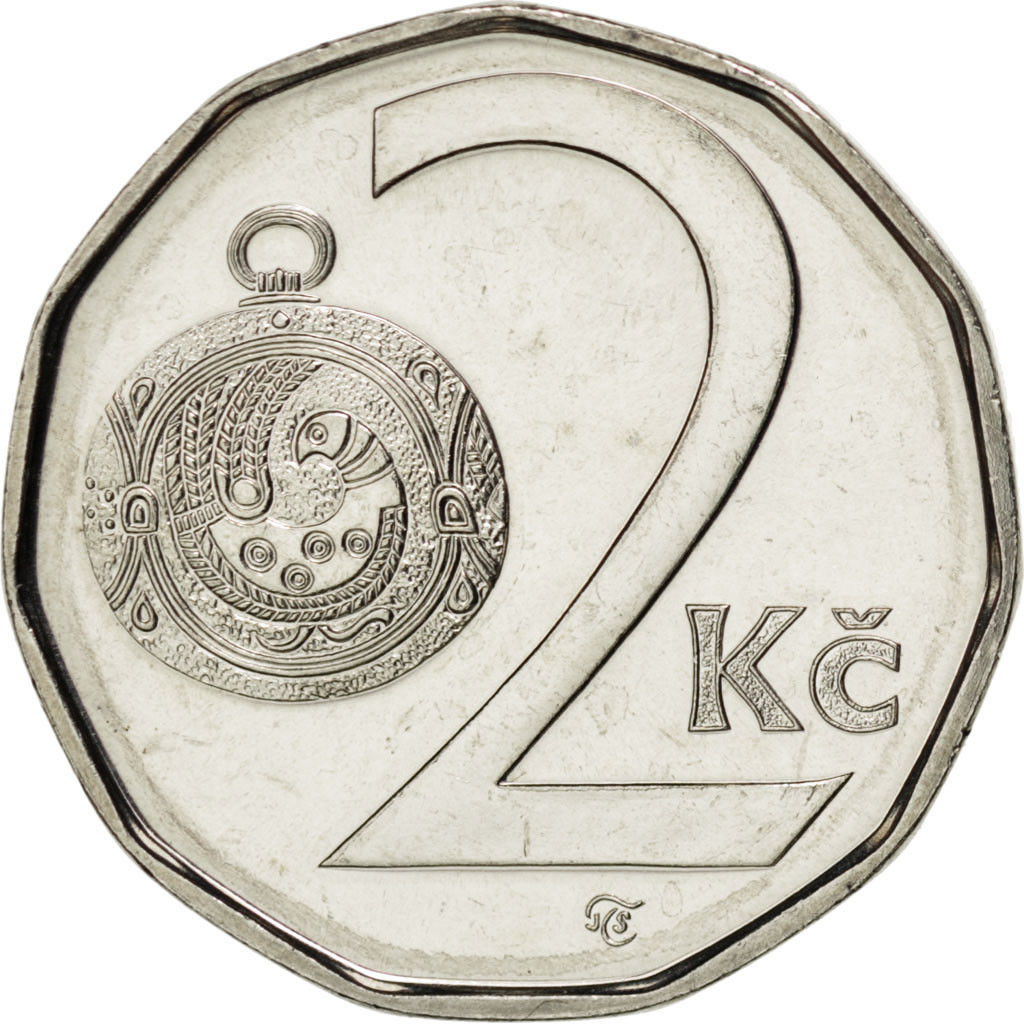
Микульчицкий гомбик на чешской монете номиналом 2 кроны

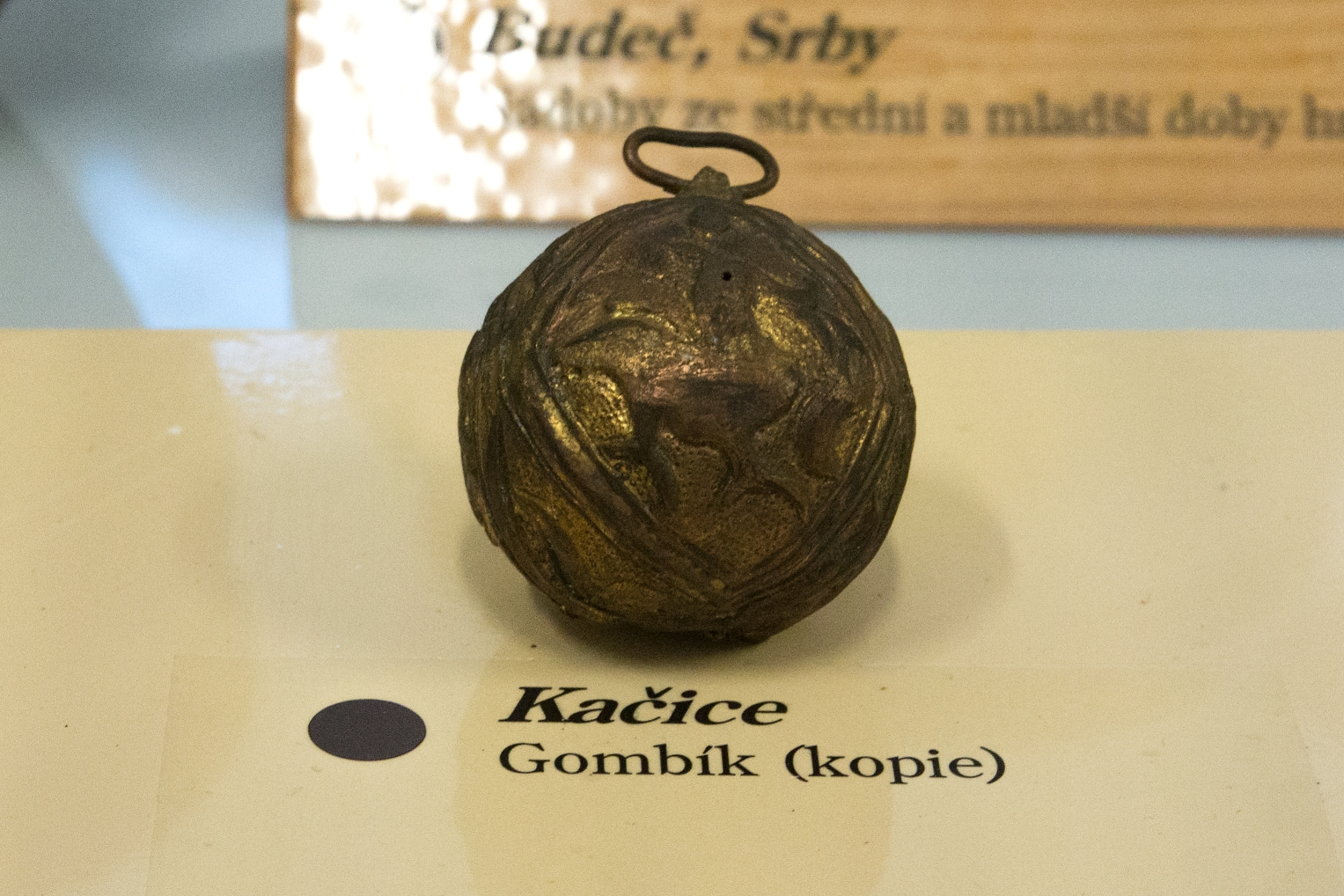
Гомбик, современная копия

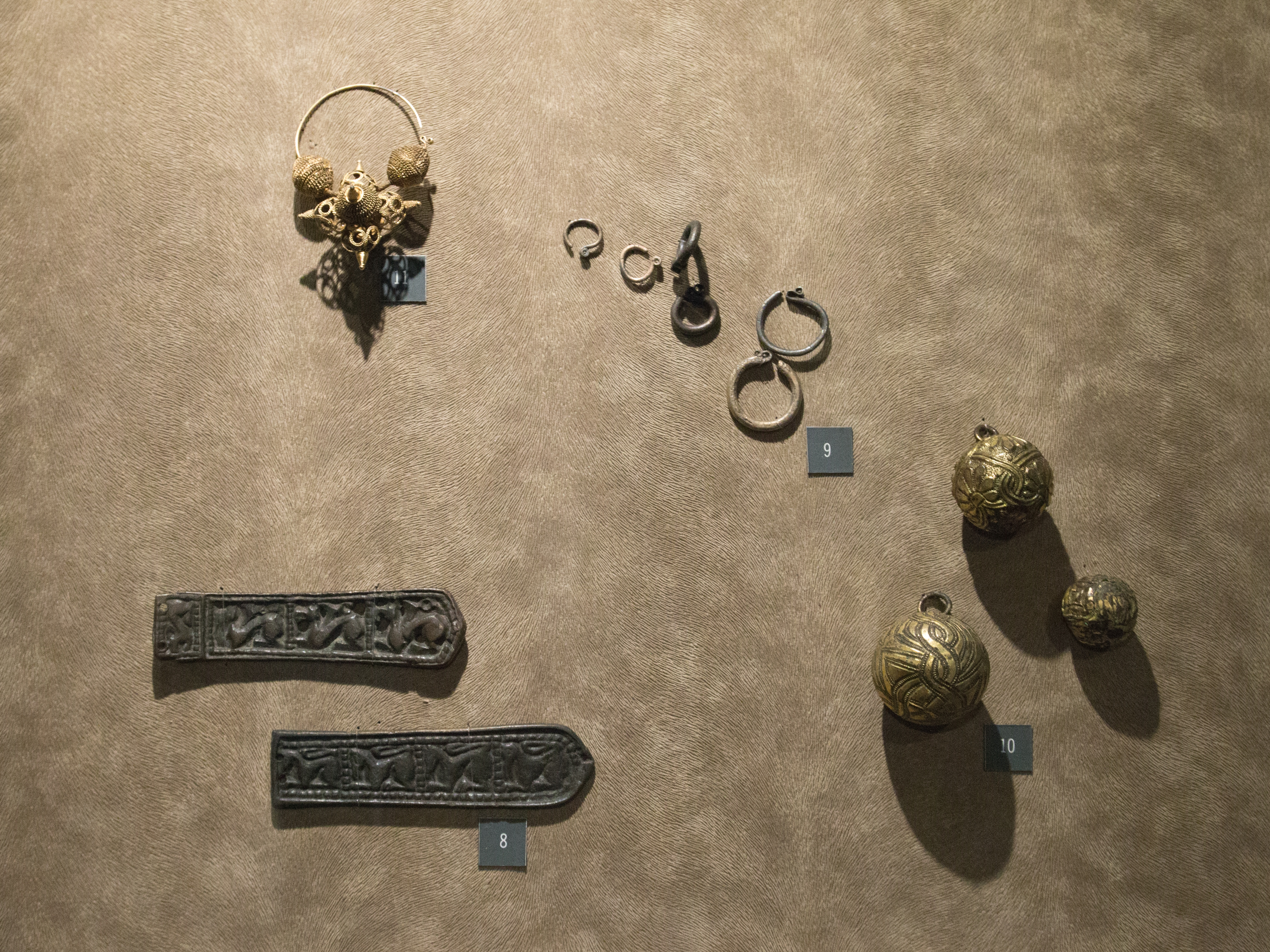
Славянские ювелирные изделия, в том числе позолоченные гомбики (10)

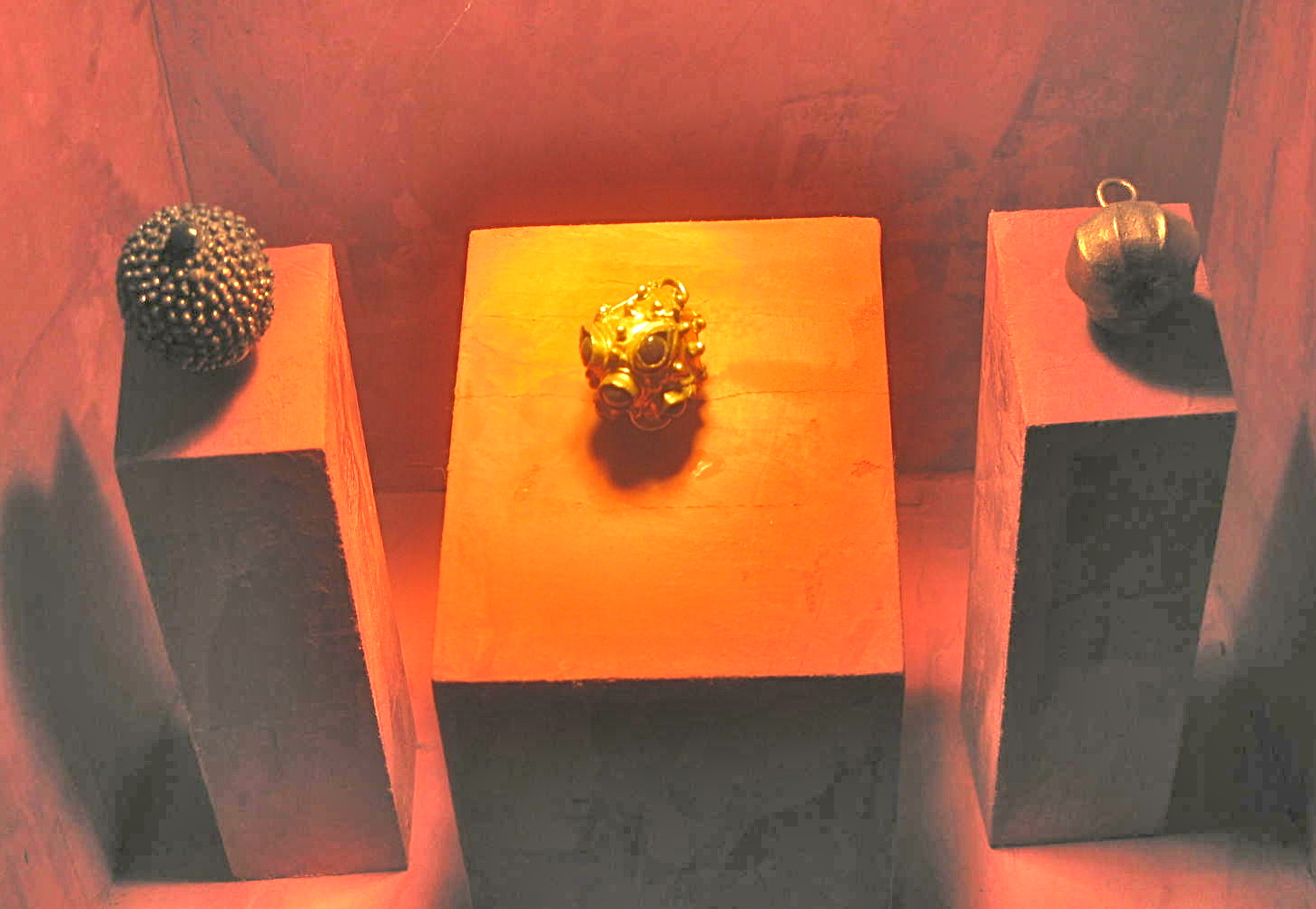
Гомбики из археопарка Микульчице

Го́мбик (чеш. gombík) — ювелирное изделие, характерное для Великой Моравии в IX—X веках. 
Гомбик представляет собой полый предмет сферической формы с ушком, состоящий из двух соединённых полусфер. Находят гомбики и на юге Польши, и в Гнёздовских курганах, и на Измерском селище в Татарии в России.

## Описание
Известные экземпляры имеют диаметр от 7 миллиметров до трёх сантиметров. Материалом для изготовления гомбиков служили металлы (медь, бронза, серебро, золото) либо стекло. Крупные изделия декорировались с помощью техники зерни и филиграни, а также методом чеканки. Использовался растительный орнамент, образы животных и птиц (павлина, фазана).Что соответствует описанию пуговиц на одежде героев былин древне-киевского цикла.

## Назначение
Назначение гомбиков до конца не выяснено. Как правило, археологи обнаруживают их парами в области ключиц в захоронениях мужчин, женщин и детей. Вероятно, эти украшения использовались в качестве пуговиц-застёжек на рубахах и плащах либо как пуговицы. Также гомбики могли указывать на высокий социальный статус владельцев.
Такие же орнаментальные мотивы, как на великоморавских гомбиках, имеются на серебряных оковках турьих рогов из Чёрной могилы в Чернигове, на оковке рукояти меча из дружинной могилы близ Золотых ворот в Киеве, на некоторых поясных бляхах и наконечниках из Микульчицкого городища, Поганьско, Старе-Места, Желенок. И древнерусские, и моравско-чешские группы находок этого стиля возникли на основе одинакового причерноморского и иранского происхождения, которое нашло отражение в орнаментации золотых сосудов из Надьсентмиклошского клада.

## Интересные факты
Гомбик с птичьим мотивом изображён на реверсе монеты достоинством в две чешских кроны (находится в обращении с 9 июня 1993 года).